# Josep Maria Alomà Sanabras
Josep Maria Alomà Sanabras   (el Catllar, 16 de maig de 1909 - Tarragona, 1993) fou un pedagog i líder llibertari català. Director del Consell de l'Escola Nova Unificada de Catalunya, director del Diari de Tarragona, redactor del diari Llibertat i del periòdic Camí, conseller de Cultura i 1r tinent d'Alcalde de la ciutat de Tarragona. Fundador i president del Sindicat Únic de l'Ensenyament i les Professions Liberals (mestres, advocats, metges, artistes, enginyers, arquitectes, etc.) de la Confederació. Membre del grup cultural Els Amics de les Arts. Alomà fou el principal artífex del salvament de la Catedral de Tarragona i arriscà la seva vida per salvar la de desenes persones (falangistes, militars d'extrema dreta, paramilitars carlins, periodistes feixistes, etc.) perseguides a la rereguarda tarragonina.
Pedagog llibertari de formació acadèmica reglada i autodidacta, es llicencià com a mestre a la República i exercí de mestre a l'Ateneu Llibertari, a les escoles del Consell de l'Escola Nova Unificada de Catalunya, i a l'Escola Taller de Pintura i Escultura de la Generalitat de Catalunya. Fou regidor de Cultura, alcalde i primer tinent d'alcalde de l'Ajuntament de Tarragona per la CNT-FAI, director del Consell de l'Escola Nova Unificada de Catalunya (CENU), i director del Diari de Tarragona. Durant la guerra civil fou comissari polític i comandant de l'Exèrcit de la República al front d'Andalusia i cap de Propaganda de l'Exèrcit del Sud. També fou president del Centro Social de Entrevías a Madrid.

## Biografia

### Pedagog sindicalista llibertari
Josep Maria Alomà fou fundador i president del Sindicat Únic de l'Ensenyament i les Professions Liberals confederal.

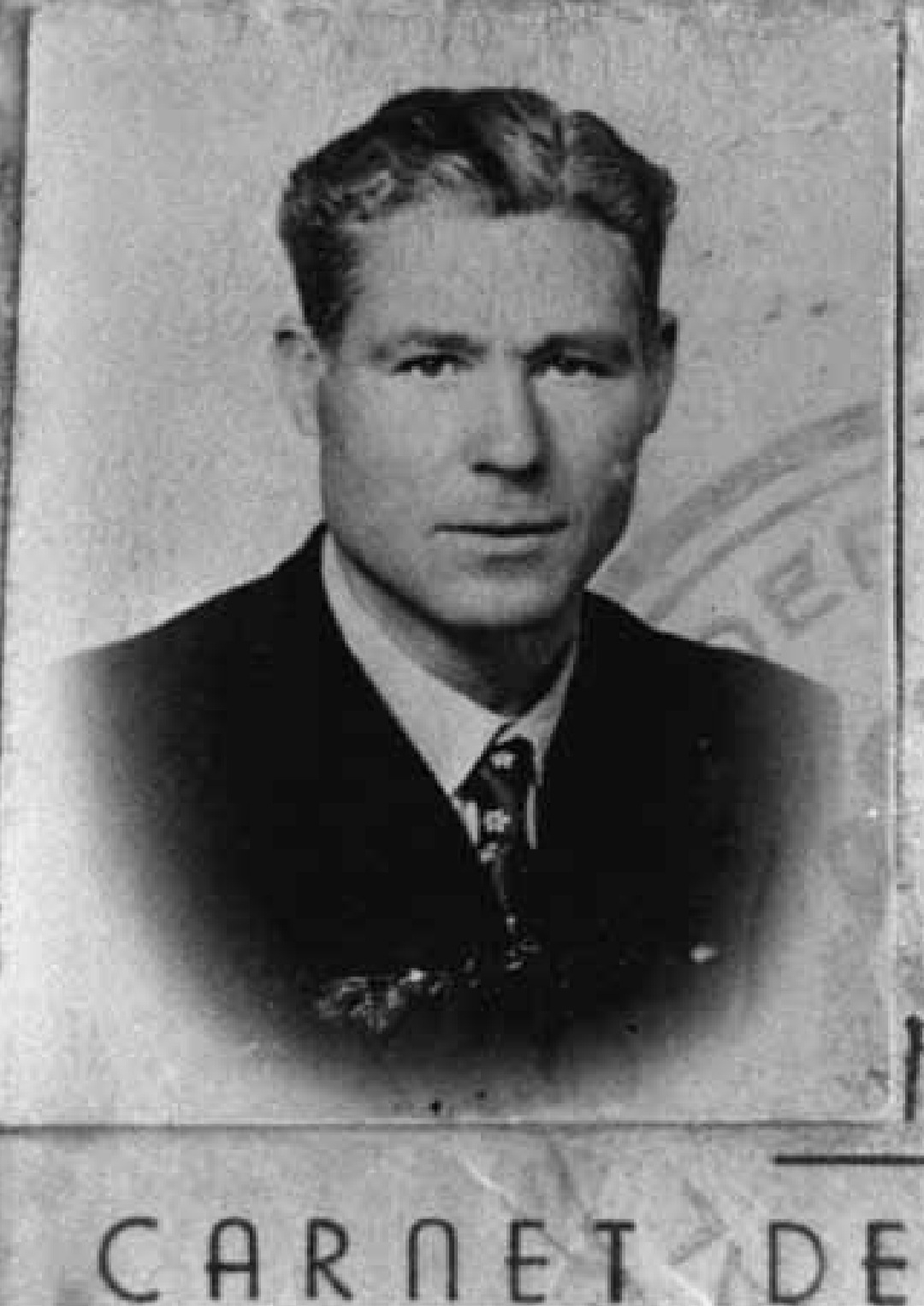
Carnet confederal en la clandestinitat de Josep Maria Alomà (1940s).

Mestre de l'Ateneu Llibertari i bibliotecari del Centre Anarquista de Tarragona, promocionà amb els seus germans Pau i Jaume les publicacions del moviment llibertari (Solidaritat Obrera, la Revista Blanca, Tiempos Nuevos, etc.) a la província de Tarragona. Delegat de la FAI a Saragossa durant el servei militar, on conegué els líders confederals locals i salvà la vida de nombrosos indigents que vivien a la vora del riu durant una de les crescudes de l'Ebre. Practicà l'atletisme, la natació, la lluita grecoromana i el futbol.
Actiu líder sindicalista (en la Confederació Nacional del Treball), destacà en els «Fets de Tarragona» de 1932 en defensa del pagesos rabassaires de les contrades catalanes que havien quedat exclosos de la reforma agrària de la República, i patien constants abusos per part dels terratinents i de la violència policial de la guàrdia civil. Alomà liderà el míting i la manifestació del novembre de 1932 que fou durament reprimida per la Guàrdia d'Assalt. Alomà i els seus germans desarmaren els guàrdies d'assalt que atacaven amb sabres i rifles una manifestació pacífica i aconseguiren forçar una negociació per a aturar les vexacions i els abusos al camp català. La comissió de quatre líders polítics de la qual formava part acordà en reunió al Govern Civil amb el ministre d'Agricultura Marcel·lí Domingo i els diputats Galés i Rouret, i ulteriorment amb el president de la Generalitat Francesc Macià el compromís d'aprovar la Llei de Contractes de Conreu que permetia als conreadors esdevenir petits propietaris i garantir la seva independència econòmica.
Realitzà una gira («excursions de propaganda») amb Joan Peiró el 1935 per les comarques de Tarragona en la qual donaren nombroses conferències sobre anarquisme i cooperativisme. Alomà fou cofundador de la Cooperativa de Consum confederal i coordinador de les col·lectivitzacions a la demarcació de Tarragona.

### Alcalde de Tarragona i Conseller de Cultura
Fou nomenat vocal de Cultura del Comitè Antifeixista de Tarragona i posteriorment tinent d'alcalde i regidor de Cultura de l'Ajuntament de Tarragona en representació de la CNT-FAI durant la guerra civil, càrrecs des dels quals contribuí a la difusió de la cultura entre les classes populars i evità la crema dels tresors de la Catedral de Tarragona. D'entre les actuacions que liderà destaquen la promoció del cinema científic i educatiu, del teatre revolucionari, l'organització de concerts d'òpera i música clàssica, la promoció de la pintura i l'escultura (amb els seus amics Joan Rebull, Ignasi Mallol i Pere Batlle Huguet), la creació d'escoles per adults, la fundació de l'Ateneu Llibertari (que comptava amb escola, biblioteca, cicle de conferències i taller de teatre), la constitució del Comitè de la Cultura Física i l'Esport, la unificació del Gimnàstic i el Tarragona FC en el Casal d'Esports de Tarragona i la creació d'un museu medieval i d'un museu romà.
Josep Maria Alomà organitzà concerts d'òpera i música clàssica i contemporània d'artistes com Pau Casals i Defilló, Hipòlit Lázaro i Higueras, Pau Vidal i Guinovart, Pablo Sorozábal Mariezkurrena. Alomà organitzà programes de formació científica, cicles de debat històrico-filosòfic, i programes de formació artística com a conseller de Cultura, amb figures com Ferran Soldevila i Zubiburu, Josep de Calassanç Serra i Ràfols, Félix Martí Ibáñez i Josep Deulofeu i Poch.

### Director del Consell de l'Escola Nova Unificada de Catalunya i delDiari de Tarragona
Des del Diari de Tarragona (portaveu de la CNT-FAI), promogué les transformacions de la revolució social i denuncià els crims del nazi-feixisme i de l'estalinisme, així com el paper oportunista de França i Anglaterra durant la Guerra Civil. En un dels seus articles en el Diari de Tarragona el 1936 escrigué: «L’època actual és d'enorme progrés material, de grans avenços científics, de continus invents, ço que fa que el segle XX es digui el segle de la civilització. Però al costat d'aquests progressos materials veiem que manca el progrés educatiu moral que completi l'educació dels pobles. Per això, conscient de la responsabilitat que he contret en fer-me càrrec de la Conselleria de Cultura, és pel que a mesura que ho permetin les possibilitats del moment que vivim, anirem ordenant i orientant tot allò que pugui ésser un mitjà de divulgació cultural.»
Com a delegat del Consell de l'Escola Nova Unificada, aconseguí amb Joan Puig Elias consolidar el català com a llengua vehicular en l'ensenyament des de les escoles bressol fins a la universitat, promogué una pedagogia emancipadora i moderna, integradora dels valors de l'humanisme cristià i de la Il·lustració, i aconseguí, entre 1936 i 1937, la plena escolarització de més de 2.000 nens que havien estat al carrer, sense plaça escolar, fins al juliol de 1936. El Consell de l'Escola Nova Unificada aconseguí crear 82.000 places escolars en escoles de nova creació entre 1936 i 1937, fita que suposà la plena escolarització de tots els infants catalans per primera vegada a la història. El CENU integrà l'ensenyament de les belles arts i la música, i prohibí els càstigs físics als nens.

### Protecció del patrimoni artístic i salvament de vides a la rereguarda
Josep Maria Alomà liderà la protecció del patrimoni historicoartístic de la província de Tarragona, dels bombardejos nazi-feixistes de l'aviació franquista, i s'oposà frontalment a la violència a la rereguarda. Aconseguí protegir la Catedral de Tarragona, el castell d'Escornabou, les cases Castellarnau i Canals, les esglésies de Sant Agustí i Sant Francesc, els monestirs de Poblet i Santes Creus, entre d'altres fites.
Josep Cusidó i Pinyol, periodista del diari ultraconservador i monàrquic La Cruz, i militant de Falange Española Tradicionalista y de las JONS exposa:
«Que el citado Alomá el día que un coche a las órdenes del comité local vino a prenderme, se opuso a que se me llevara en el mismo, discutiendo con el encargado de la detención, y saliendo fiador de mi persona y llevándome al Comité a pie, donde se hizo responsable de mí, y logró mi libertad provisional. [...]. Que durante el registro que se practicó antes de mi detención, y que él, por su parte, acudió a presenciar, escamoteó varios papeles de la Dirección de El Debate que me habrían comprometido. Que exponiendo la suya, salvó la vida de caracterizados derechistas de la localidad y la mía».
Salvà la vida de nombroses persones de dreta o vinculades al cop d'estat feixista perseguides a la rereguarda republicana. Des del Comitè de Requises d'Obres Culturals liderà la conservació del patrimoni historicoartístic de la província de Tarragona, i s'enfrontà personalment a una multitud exaltada el saqueig de la Catedral de Tarragona i la destrucció del seu tresor artístic.

### Comissari polític i comandant de l'Exèrcit Republicà
Posteriorment, com a comissari polític i cap de propaganda de l'Exèrcit del Sud s'oposà al cop d'estat estalinista de Negrín del març del 1939. Després de passar per tres camps de concentració franquistes (Los Almendros, Albatera i Porta-Coeli) fou traslladat a la presó de Pilats de Tarragona, i condemnat a mort per «rebelión militar». Li fou commutada la pena mercès a les desenes persones de dretes (aristòcrates, carlins, falangistes, monàrquics, militars colpistes, etc.) i sacerdots que testificaren que els havia salvat la vida, per la de trenta anys de reclusió. Després de llargs anys de presó, fou desterrat de Catalunya.
Continuà la seva labor cultural i política a Osca, Madrid, Màlaga, Còrdova, Almeria, Huelva i novament Madrid. Participà en el Comitè Pro-Presos i les accions del moviment llibertari en la clandestinitat contra la dictadura franquista. Durant la presidència de John F. Kennedy, Josep Maria Alomà col·laborà amb el diplomàtic nord-americà Harry Kendall del Foreign Service a principis de la dècada de 1960.
Després de retornar a Tarragona, a les acaballes de la dècada de 1960, s'incorporà de nou al teixit associatiu tarragoní refundant la CNT i l'Ateneu de Tarragona. Morí a Tarragona el 9 de maig del 1993, tres anys després que el seu amic Mossèn Pere Batlle i Huguet, a qui havia salvat la vida durant la guerra.
Segons el filòsof Heleno Saña Alcón: «El testimonio escrito que nos ha legado Josep Alomà constituye un fiel reflejo de su trayectoria como militante de la CNT y de las numerosas funciones que como tal desempeñó. En ambos aspectos constatamos la misma coherencia, el mismo espíritu de lucha y el mismo amor a sus ideales de libertad, de justicia social y de emancipación humana. Su pluma y su actitud como militante y como persona forman una unidad indivisible y sin fisuras ni contradicciones de ninguna clase. Leyendo su prosa vibrante, directa y clara se adivina al hombre que hay detrás de ella, y, a la inversa, siguiendo su ejecutoria práctica se intuye el carácter de su verbo. También en él se confirma una vez más la tesis de Buffon de que “el estilo es el hombre”».